# Giovan Battista Ponchino

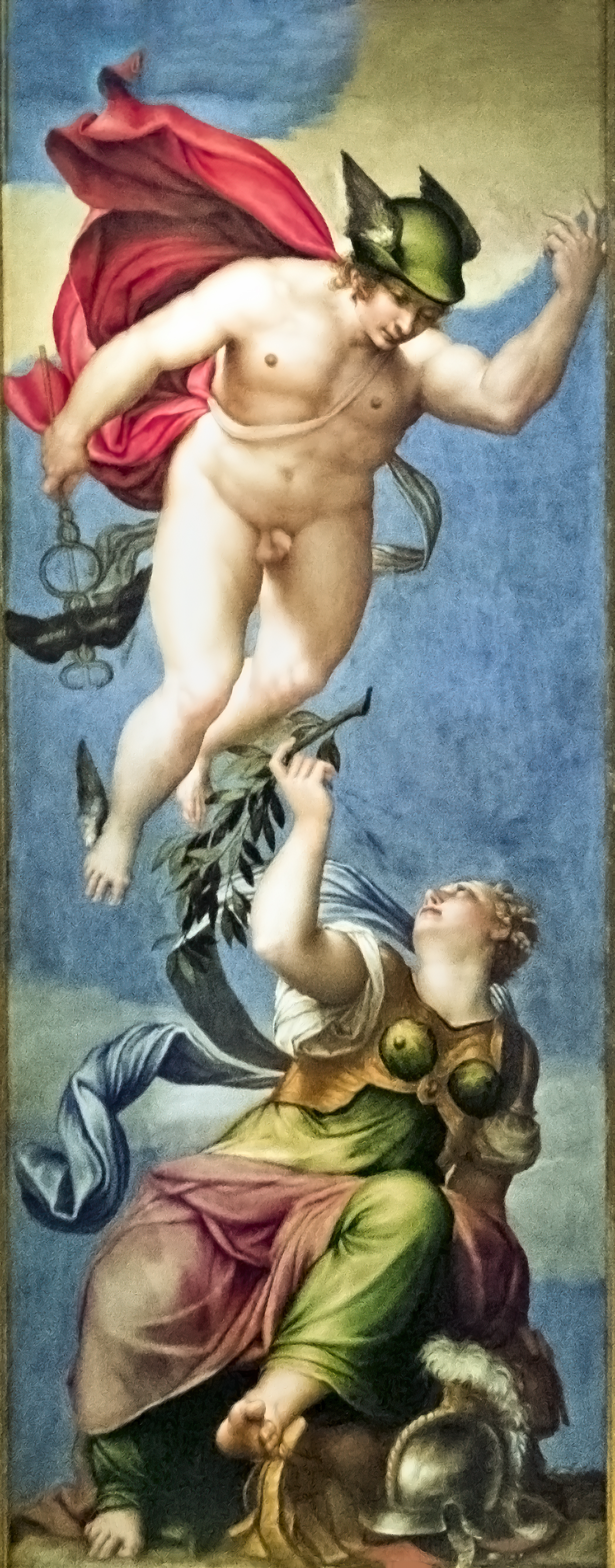
Mercurio y Minerva, Palazzo Ducale de Venecia.

Giovanni Battista Ponchino, llamado il Brazzacco (Castelfranco Véneto, c. 1500-c. 1570) fue un pintor italiano activo durante el Renacimiento.

## Biografía
Las primeras noticias conservadas de Ponchino lo hacen vecino de Borgo Bastia Nova en 1537. Consiguió la protección del cardenal Francesco Cornaro, aunque cuando este murió (1543), se encontraba en Roma. Allí estudió exhaustivamente la obra de Miguel Ángel, afirmando posteriormente haber sido alumno suyo.
En 1546 ya le encontramos en territorio veneciano, trabajando en la Villa Barbaro de Maser. Trabaja de nuevo en su ciudad natal (1551) para las iglesias de San Giorgio y San Liberale. Estas obras se han perdido, aunque queda registro documental de ambas. Entre 1553 y 1556 trabaja en la decoración de dos grandes salas del Palacio Ducal de Venecia, ayudado por los entonces principiantes Paolo Veronese y Giovanni Battista Zelotti. En 1558 está registrada su presencia en Roma, donde pinta un panel para el papa Pablo IV, aunque nada se sabe del paradero de esta obra. En 1560 trabaja de nuevo en la Villa Barbaro. Posteriormente trabajaría de nuevo en Castelfranco (1564), ejecutando pinturas murales y lienzos para diversa iglesias, aunque tampoco estas obras han llegado a nuestros días.
Ponchino fue un artista muy valorado por sus contemporáneos. Lamentablemente, la destrucción de gran parte de su obra ha disminuido en gran medida fama póstuma. Su principal legado es la introducción del miguelangelismo en el Veneto y haber dado la oportunidad a artistas como Veronese y Zelotti de darse a conocer ante las élites venecianas.
A través de su hija Samaritana, casada con el pintor Dario Varotari el Viejo, Ponchino es el abuelo de otro célebre artista, Alessandro Varotari el Padovanino.

## Obras destacadas
- Cristo liberando a las almas del Purgatorio (1551, San Liberale, Castelfranco Veneto), destruido.
- Decoraciones de la Sala del Consiglio dei Dieci (1553-1555, Palazzo Ducale, Venecia)
  - Mercurio y Minerva
  - Neptuno conducido por caballos marinos
- Decoraciones de la Stanza dei tre Capi dei Dieci (1555-1556, Palazzo Ducale, Venecia)
  - Alegoría de la Justicia
  - Alegoría de la Expulsión de la Herejía